# Batalla de Capetamaya
La batalla de Capetamaya tuvo lugar el 15 de octubre de 1882 en las inmediaciones de la localidad de Capetamaya en el estado de Sonora, México, entre elementos del Ejército Mexicano, al mando del coronel Agustín Ortiz y elementos del ejército yaqui comandados por Cajeme durante la Guerra del Yaqui.
El 15 de octubre de 1882, Cajeme celebró una reunión con los indígenas Mayo en un lugar llamado Capetamaya. Agustín Ortiz, quien era hacendado de la zona del Mayo y hermano del gobernador de Sonora Carlos Ortiz, que había sucedido a Pesqueira, atacaron dicha asamblea. Ortiz informó de que alrededor de 2000 soldados Yaqui y Mayo enfrentaron a sus 300 hombres. Los indios yaquis fueron dispersados tras perder 200 hombres, y Cajeme fue herido. El ataque, fue considerado por muchos sonorenses como innecesario por lo que dio lugar a una intensa crítica al nuevo gobernador y su hermano que terminó en su destitución como gobernador de Sonora. 